# Phễu mua hàng

Một ví dụ điển hình, phễu bán hàng và Marketing

Phễu mua hàng hay còn gọi là phễu bán hàng và Marketing hoặc phễu kinh doanh là một mô hình tiếp thị và bán hàng lấy người tiêu dùng làm trung tâm, mô hình minh họa lý thuyết hành trình mua hàng của Khách hàng trong việc mua một sản phẩm hay dịch vụ nào đó.
Năm 1898, E. St. Elmo Lewis phát triển một mô hình dùng ánh xạ hành trình mua hàng của khách hàng từ thời điểm một nhãn hiệu, hay sản phẩm thu hút chú ý của người tiêu dùng đến điểm của hành động hoặc thực hiện hành vi mua. St. Elmo Lewis' ý tưởng là, thường được gọi là các mô hình AIDA tăng tỷ lệ chuyển đổi, một từ viết tắt đó là viết tắt của Nhận thức, Quan tâm, Mong muốn, và Hành động. Tóm tắt dưới đây:
- Nhận thức – khách hàng nhận thức sự tồn tại của một sản phẩm hay dịch vụ.
- Quan tâm – tích cực thể hiện sự quan tâm với một nhóm sản phẩm.
- Mong muốn – thích thú đặc biệt với một thương hiệu hay sản phẩm.
- Hành động – bước tiếp theo hướng tới mua những sản phẩm được lựa chọn.

Các Phễu bán hàng và Marketing là cũng thường được gọi là "phễu kinh doanh", "phễu tiếp thị," hay "tiếp thị tự động" hoặc "phễu chuyển đổi." Hiệp hội của kênh người mẫu với những bản khái niệm lần đầu tiên đề xuất trong Bond Salesmanship by William W. Townsend trong năm 1924.
Nhiều người kinh doanh với người tiêu dùng khác nhau có các mô hình mua hàng tồn tại trong thị trường ngày nay, nhưng mọi người thường chấp nhận rằng phễu mua hàng có nhiều giai đoạn coi ý định mua lại và đưa vào tài khoản mới công nghệ và những thay đổi trong tiêu dùng mua hành vi. Như một người mẫu, mua kênh đã được xác nhận ở một loạt các lĩnh vực, bao gồm cả việc tìm kiếm, quảng cáo từ khóa, và xây dựng danh sách đầu mối liên hệ tiềm năng nhưng cũng có thể đổi để trước đây bao gồm unconsidered bước và số liệu, chẳng hạn như đi bán hàng và internet ấn tượng.
Các kênh mua khái niệm được sử dụng để hướng dẫn các chiến dịch quảng cáo nhắm mục tiêu khác giai đoạn của các khách hàng cuộc hành trình, và cũng là một cơ sở cho quản lý mối quan hệ khách hàng (CRM) chương trình và quản lý chiến dịch xây dựng phễu bán hàng và Marketing.

## Phễu kinh doanh
Tương tự như mua một Phễu bán hàng và Marketing "phễu kinh doanh" là một thuật ngữ dùng trong thương mại hoạt động để mô phỏng sự theo dõi một người tiêu dùng tung qua một quảng cáo trên Internet hoặc tìm kiếm hệ thống điều hướng một website thương mại và cuối cùng tìm cách chuyển đổi để bán.